# Nepenthes tentaculata
Nepenthes tentaculata ist eine Kannenpflanzenart aus der Familie der Kannenpflanzengewächse (Nepenthaceae). Die Pflanze wurde 1873 von Joseph Dalton Hooker beschrieben und ist eng verwandt mit Nepenthes murudensis.

## Beschreibung
Nepenthes tentaculata ist eine Pflanze, die in der Regel am Boden entlangwächst und in regelmäßigen Abständen von zehn Zentimetern aus den Nodien der bis zu fünf Millimeter dicken und bis zu drei, selten bis vier Meter langen Sprossachse bis zu zehn Zentimeter hohe Rosetten bildet, so dass kleinere Horste entstehen können. Sobald sie aber mit einem Objekt in Kontakt kommt, an dem sie sich hochranken kann, beginnt sie zu klettern.
Die scheinbaren Blattspreiten, die im strengen Sinne nur einen umgebildeten Blattgrund darstellen, sind lederig, lanzettlich bis elliptisch und bis zu fünfzehn Zentimeter lang. Auch die Rankenfortsätze erreichen diese Länge. An ihrem Ende gehen sie in bis zu dreißig Zentimeter hohe und bis zu acht Zentimeter breite Kannen über, deren unteres Drittel eiförmig ist und sich zum Peristom hin zylindrisch fortsetzt, die beiden vertikal um die ganze Kanne laufenden Flügel sind gefranst. Der typische Dimorphismus der Kannen zeigt sich in stärker zylindrischer Form und der Umwandlung der Flügel in reine Rippen bei den Luftkannen.
Die traubenförmige Blütenstände bestehen aus einem bis zu fünfzehn Zentimeter langen Blütenstängel und einer bis zu zehn Zentimeter langen Scheinähre. Die Einzelblüten stehen an bis zu zehn Millimeter langen Blütenstielen, die länglich bis umgekehrt-lanzettlichen Blütenblätter sind bis zu 3 Millimeter lang. Wie alle Kannenpflanzen ist auch Nepenthes tentaculata zweihäusig, die weiblichen Blütenstände sind in der Regel kleiner als die männlichen.
Die Chromosomenzahl beträgt 2n = 80.

## Verbreitung und Habitat

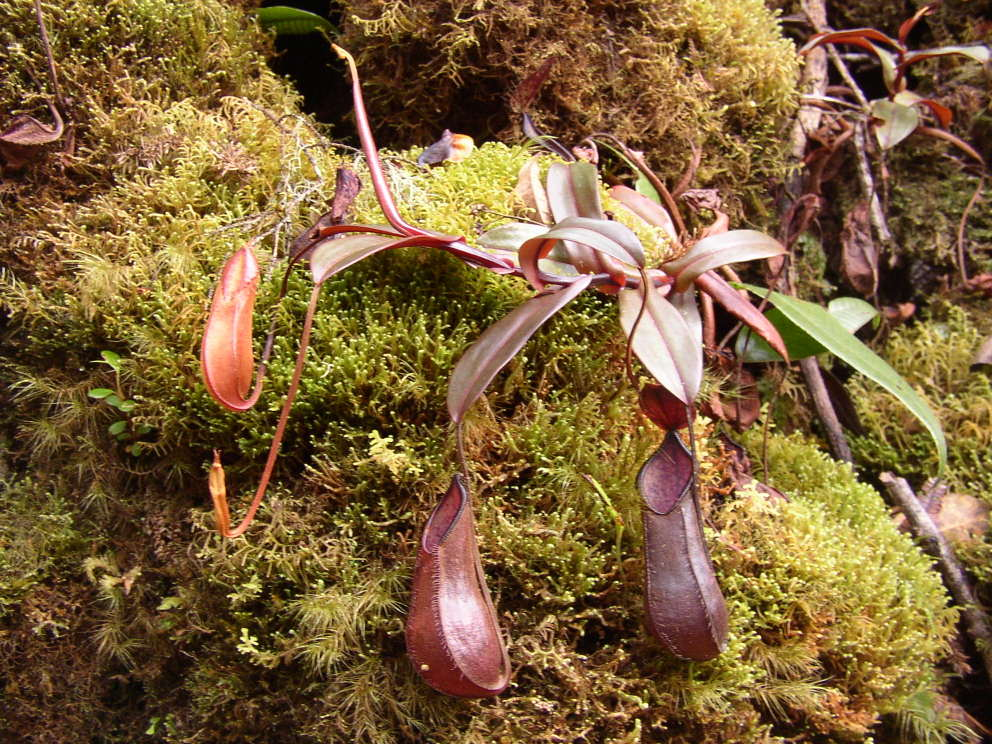
Nepenthes tentaculata im Habitat in Sphagnumpolster

Nepenthes tentaculata ist heimisch auf Borneo und Sulawesi, wo sie in moosigen Wäldern sowohl an stark beschatteten und feuchten wie auch trockeneren, offenen Standorten auf Höhenlagen zwischen (700) 1000 und 2100 (2550) m ü. NN. bevorzugt in Sphagnum oder Torfböden, gelegentlich aber auch in Sand oder ultrabasischem Gestein vorkommt. Häufig tritt sie mit anderen Kannenpflanzenarten vergesellschaftet auf.

## Systematik
Lange Zeit wurden noch zwei Varietäten unterschieden: Nepenthes tentaculata Hook.f. var. imberbis Becc. und Nepenthes tentaculata Hook.f. var. tomentosa Macfarl. Diese werden mittlerweile als Synonyme von Nepenthes tentaculata angesehen.
Einige Standortformen aus Sulawesi und vom Kinabalu zeigen deutliche morphologische Unterschiede. Ob diesen Artrang zusteht, wurde erörtert, ist aber nicht gesichert.